# 군북초등학교 사촌분교
군북초등학교 사촌분교는 경상남도 함안군 군북면 의산삼일로 1780 (사촌리)에 있었던 분교이다.

## 연혁
- 1945년 6월 1일 사촌공립국민학교 개교(설립인가 3월 31일)
- 1987년 3월 1일 병설유치원(1학급) 개원
- 1993년 3월 1일 군북국민학교 사촌분교장
- 1999년 9월 1일 본교로 통폐합